# 麻倉みな
麻倉 みな（あさくら みな、1989年12月8日 - ）は、日本の女優、モデル、元グラビアアイドル。
神奈川県出身。ワンエイトプロモーション所属。

## 略歴
2009年、渋谷109でスカウトされて現在の事務所に入所。同年11月、「神コレモデルオーディション2010」ファイナリストに選出され、2010年2月27日、「神戸コレクション2010 S/S」にてランウェイデビューを飾る。
2011年、映画『僕たちは世界を変えることができない。』『メリーさんの電話』で女優デビュー。また、タレントとしても同年4月から1年間にわたって情報番組『PON!』でお天気お姉さんを務めた。
2020年3月17日、一般人男性（大学時代の後輩）との結婚をインスタグラムで報告した。

## 人物
- 兵庫県明石市に生まれる。その後すぐ鎌倉の大船に引越し幼稚園入学。小学2年生の終わりに父親の仕事（海運会社）の関係で南アフリカのケープに移住、4年間滞在。日本人のいない現地の女子校に通う[2][3]。
- 駒澤大学GMS学部 卒業[2]。
- 特技は英会話。
- 中学時代から読者モデルを経験[4]。
- レギュラー番組『PON!』で、お天気お姉さん3人によるユニット「スリーPース」を結成。番組EDテーマ「キャミソールでチュー!」を歌う。
- 父親が鳥取県出身[5]。
- 兄がいる[6]。

## 出演

### 映画
- メリーさんの電話（2011年、アールグレイフィルム） - 佐藤翼 役
- 僕たちは世界を変えることができない。（2011年、東映） - 前園優美子 役

### テレビドラマ
- 俺の空 刑事編（2011年、テレビ朝日） - 杉山瑠衣 役
- VISION-殺しが見える女-（2012年、読売テレビ） - 高見雪乃 役

### テレビ番組
- ドスペ2 嬢識・力!（2009年10月24日、テレビ朝日）
- 世界一周!?ちゃり旅inトーキョー（2009年12月29日、テレビ静岡）
- ドスペ2 女だらけの雑学クイズIQQQ（2010年1月30日・3月20日、テレビ朝日）
- プロモる〜む #22（2010年3月、スカパー!プロモ、e2プロモ）
- あげテンッ（2010年3月25日・5月13日・12月23日、東海テレビ）
- お願い!ランキング（2010年4月12日・6月7日、テレビ朝日）
- 日曜ビッグバラエティ「池上彰の世界を見に行く」（2011年2月6日、テレビ東京）
- PON!（2011年3月10日・4月 - 2012年3月、日本テレビ） - お天気お姉さん（水曜担当）
- カスペ!「超ド級!世界のありえない映像博覧会7」（2011年4月5日、フジテレビ）
- クイズ!紳助くん（2011年4月11日、朝日放送）
- 音龍門（2011年4月18日・25日、日本テレビ） - 朗読少女
- 千原ジュニアの映画製作委員会（2011年4月27日 - 2012年11月30日、チャンネルNECO） - カチンコガール
- そうだったのか!学べるニュース（2011年9月7日・14日、テレビ朝日）
- トリハダ（秘）スクープ映像100科ジテン（2011年11月8日、テレビ朝日）
- 今ちゃんの「実は…」（2011年11月16日、朝日放送）
- お笑いワイドショー マルコポロリ!（2011年11月27日、関西テレビ）
- 世界行ってみたらホントはこんなトコだった!?（2011年11月28日・12月5日・12日、フジテレビ）
- 芸能★BANG!（2011年12月19日、日本テレビ）
- 踊る!さんま御殿!!（2012年1月24日・2013年5月21日、日本テレビ）
- ハンサムキッチン マジごはんdish（2012年3月20日、フジテレビONE）
- うまンchu（2012年3月31日、関西テレビ）
- ハシゴマン（2012年6月28日、TOKYO MX）
- ガリゲル（2012年10月16日・23日・11月6日 - 12月25日 他、読売テレビ）
- 良好生活研究所（テレビ朝日） ※他3名(砂岡春奈、椎名歩美、加治マヤ)と週替わりで出演

### ラジオ
- 細川茂樹 SBSで行こう!（2010年4月24日、SBSラジオ） - ゲスト
- イマドキッ（2012年2月5日 - 2013年4月14日、MBSラジオ） - レギュラー

### その他
- Girls Award（2009年、2011年S/S）
- クラシエ 「エピラット メンズエステ」イメージモデル（2009年）
- SVOLME カタログモデル（2010年 - ）
- HEIWA イメージモデル（2015年）

### DVD
- 麻倉みな Mina（2013年4月25日、竹書房）
- COLORS（2014年2月21日、イーネット・フロンティア）
- Mystery（2014年11月21日、竹書房）
- 南風（2015年10月23日、イーネットフロンティア）

## 書籍

### 写真集
- 妄撮Blue（2010年7月22日、講談社）ISBN 978-4062164368 - オムニバス写真集
- PHASE（2013年12月8日、イーネット・フロンティア、撮影：中山雅文）ISBN 978-4862058867

### 雑誌連載
- ViVi 読者モデル
- BLENDA 読者モデル